# 第四代艾夫伯里男爵埃里克·盧伯克
埃里克·雷金納德·盧伯克，第四代艾夫伯里男爵，FBCS，M.I.Mech.E（Eric Reginald Lubbock, 4th Baron Avebury，1928年9月29日—2016年2月14日），英國政治家，1963年至1970年為自由黨的下院議員。後在1971年繼承艾夫伯里男爵爵位，成為上院議員。在1999年上議院改革後，他作為世襲貴族，成功獲選為自由民主黨貴族代表，得以繼續留在上院議事。艾夫伯里勳爵在上院專門關注人權及少數族裔利益等議題。

## 生平

### 早年生涯
盧伯克在1928年9月29日出生，父母分別是莫里斯·福克斯·皮特·盧伯克閣下（Honourable Maurice Fox Pitt Lubbock）及瑪麗·凱瑟琳·阿德萊德·斯坦利閣下（Honourable Mary Katherine Adelaide Stanley），另有一名胞姐。莫里斯為第一代艾夫伯里勳爵的第六子，而盧伯克一家的祖上為威廉·盧伯克牧師（Rev William Lubbock，1701年－1754年）。
盧伯克早年入讀加拿大多倫多的上加拿大書院，後來先後升讀哈羅公學及牛津大學貝利奧爾學院，主修工程科學，並在1949年取得文學士資格畢業。畢業後，他自1949年至1951年加入威爾斯衛隊擔任少尉。
退役後，他在1951年投身勞斯萊斯公司的飛機工程部任職生產經理，至1956年轉到生產工程部任工程師。後來自1960年至1962年，他曾轉職到查特豪斯集團工作。

### 政治生涯

#### 下院生涯
在1960年，盧伯克加入英國自由黨，翌年即成為黨顧問。到1962年，他代表自由黨出選下院在奧平頓（Orpington）選區的補選，並在同年3月15日勝出，晉身下院。值得注意的是，在這次補選中，有近百分之22原屬於保守黨的選票轉投給他。
在下院入面，盧伯克參與不同國會事務，當中包括自1963年至1970年出任自由黨黨鞭；1964年至1970年出任國會公民自由小組主席；另又在1968年至1970年參與科學及科技專責委員會。至於在1963年至1965年出任選舉法議長委員會期間，他曾建議為部份選區引入單議席可轉移制投票方法，同時又提倡將投票的最低年齡降至18歲，惟這些建議全部被委員會否決。
在1967年，自由黨黨魁喬·格里蒙德（Jo Grimond）辭任黨魁，盧伯克遂與另外兩名自由黨下院議員傑瑞米·索普（Jeremy Thorpe）和埃姆林·胡森競逐黨魁之位，但最後敗於索普。
盧伯克在1970年輸掉了奧平頓選區的下院議席，從此退出下院。他退出的時候嚐言，「在1962年，奧平頓精明而有遠見的選民選擇我作為他們的議員；到1970年，我卻給愚蠢的人趕下台。」
如上文所述，盧伯克的祖父為第一代艾夫伯里勳爵，而在1971年6月21日，盧伯克的堂兄第三代艾夫伯里勳爵去世，由於他去世時沒有子嗣，結果爵位由盧伯克繼承，盧伯克遂成為第四代艾夫伯里勳爵。

#### 上院生涯
晉身上院後，艾夫伯里勳爵熱心參與上院的事務。自1971年至1983年，他成為自由黨在上院的入境及種族關係事務發言人。後在1974年至1976年，他曾經參與公眾生活操守準則皇家委員會的工作。
在1976年，艾夫伯里勳爵設立了國會人權小組，專門關注人權事務，並且出任小組主席，直至1997年才退下來。到1999年，上院進行改革，世襲貴族失去自動擔任上院議員的權利，不過艾夫伯里勳爵成功被選為自由黨的貴族代表之一，結果可以保留上院議員的身份。
自2003年至2016年，艾夫伯里勳爵分別是旅客法律改革組、祕魯支援小組和喀麥隆運動小組的主席。艾夫伯里勳爵亦曾經關注中華人民共和國在2008年奧運前後的人權狀況 （页面存档备份，存于）；另外亦曾成功爭取為香港及其他地區，持有英國國民(海外)護照或處於無國籍狀態的少數族裔取得英國公民身份 （页面存档备份，存于）。

### 社會公職
除了國會的工作外，艾夫伯里勳爵還擔任過不少社會公職。自1972年至1975年，他是數據處理管理協會的主席；1972年至1984年出任氟化作用學會（Fluoridation Society）主席；1973年至1983年出任保育學會主席；以及自1984年至1998年擔任倫敦巴赫學會主席。此外在1988年，他成立了國會議員東帝汶組織（Parliamentarians for East Timor），專門關注東帝汶的局勢。
現時，艾夫伯里勳爵還是羅姆人及旅客教育顧問局（ACERT）、印尼人權組織TAPOL及庫爾德人人權計劃的成員。另外自1992年至2016年，他也是佛教組織鴦掘摩羅（Angulimala）的贊助人，以及國會西藏關注組的副主席。

### 逝世
2016年2月14日，艾夫伯里勳爵因為急性骨髓性白血病在倫敦病逝，終年87歲。

## 家庭
艾夫伯里勳爵有兩段婚姻：
1. 基納-瑪麗亞·奧凱利·德·加拉格（婚姻關係自1953年9月2日至1983年止）
  1. 萊爾夫·安布羅斯·喬納森·盧伯克，第五代艾夫伯里男爵 （1954年6月15日－）
  2. 莫里斯·派翠克·蓋伊·盧伯克閣下 （1955年11月5日－）
  3. 維多利亞·莎拉·瑪麗亞·盧伯克閣下 （1959年4月27日－）
2. 林賽·史都華（1985年結婚，至2016年艾夫伯里勳爵離世）
  1. 約翰·威廉·史都華·盧伯克閣下 （1985年8月8日－）

艾夫伯里勳爵讀工程科學出身，因此對電腦也十分熟悉，家中更置有六部電腦作為辦公室。艾夫伯里勳爵現居於倫敦坎伯韋爾，據他所說，踏單車到國會只需17分鐘，而他更曾成功爭取使上院的黑杖侍衛官批准上議院外可停泊單車。另外，他也是一位佛教徒。

## 榮譽
- M.I.Mech.E
- F.B.C.S.
- 第一屆阿赫邁底亞穆斯林和平獎（2009年）

## 外部連結
- 自由民主黨的介紹頁 （页面存档备份，存于）
- 艾夫伯里勳爵個人網誌 （页面存档备份，存于）
- On BN(O) minors of Nepalese origin entitled to British citizenship （页面存档备份，存于），2006年7月4日致《南華早報》之署名文章
- Highlighting the plight of Indian ethnic minority BN(O)s in Limbo in Hong Kong （页面存档备份，存于），2006年9月25日致《南華早報》之署名文章
- Criticising the delay in processing of British citizenship applications of Indian-origin ethnic minorities in Hong Kong （页面存档备份，存于），2006年10月13日致《南華早報》之署名文章
- On persons of Indian & Nepalese origin born in Hong Kong before 30 June 1979 and 30 June 1976 entitled to British nationality （页面存档备份，存于），2006年11月27日致《南華早報》之署名文章
- On difficulties facing British nationals of Nepalese origin entitled to British citizenship （页面存档备份，存于），2007年2月22日致《南華早報》之署名文章

| 前任者： 約翰·盧伯克 | 艾夫伯里男爵 1971年–2016年 | 繼任者： 萊爾夫·盧伯克 |

1. ↑  "Liberals' hero of Orpington by-election dies aged 87 （页面存档备份，存于）", Daily Mail, 15 February 2016.